# Мусульмани (народ)
Мусульмани (босн. Muslimani, мак. Мислимани, серб. Муслимани, хорв. Muslimani, болг. Мюсюлмани) — у соціалістичній Югославії офіційна назва мусульманського населення, що говорило сербсько-хорватською мовою. 

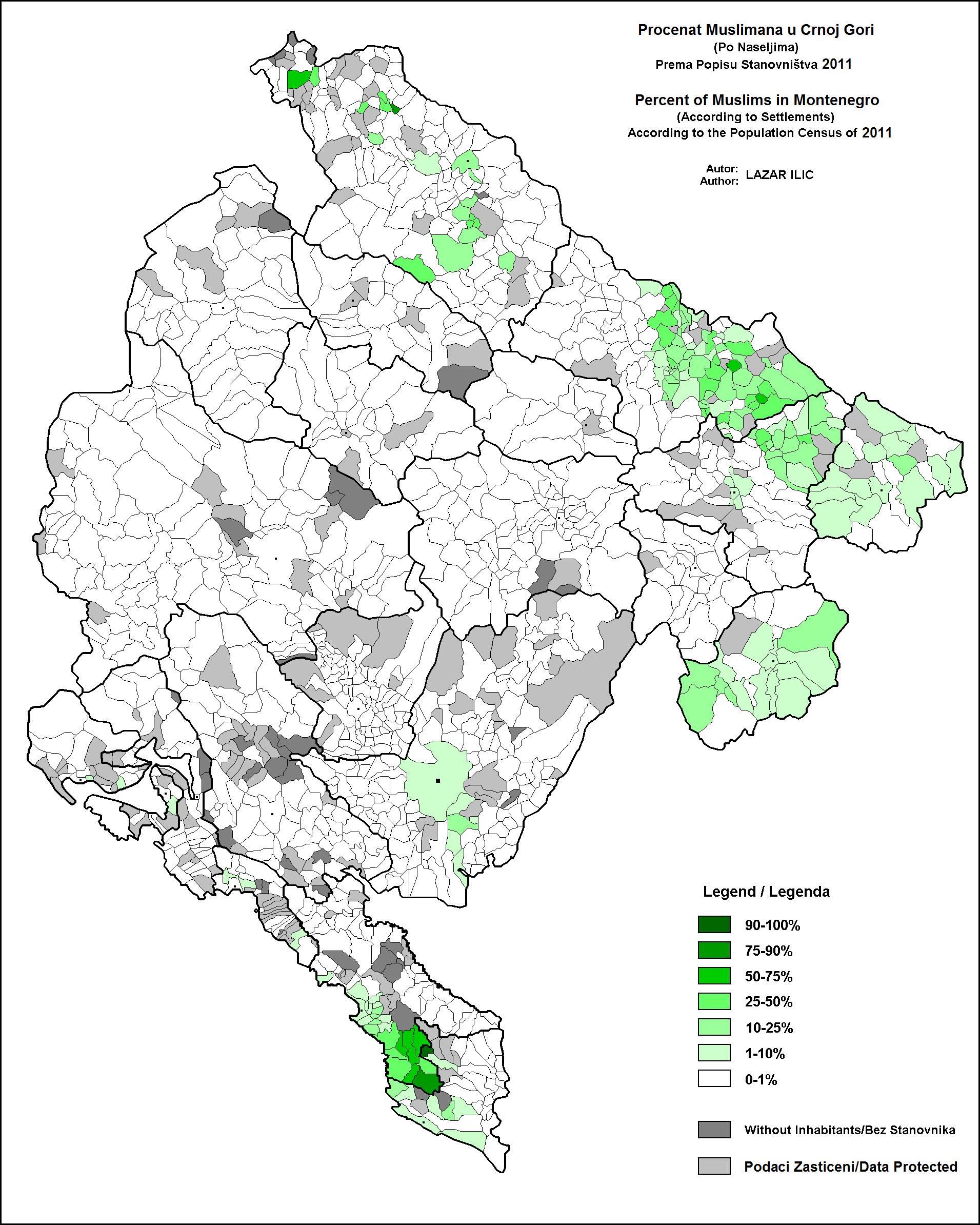
Розселення мусульман за національністю у Чорногорії за переписом 2011 р.

Проживали мусульмани за національністю переважно у СР Боснії і Герцеговини, проте були вони і у інших республіках СФРЮ. Після утворення незалежної Боснії і Герцеговини мусульманське населення республіки стало називатися босняками (босн. Bošnjaci), проте у сусідніх державах назва «мусульмани» продовжувала використовуватися.
За даними переписів, найбільше мусульман за самоідентифікацією проживало у Сербії (22301 осіб у 2011) та Чорногорії (20537 осіб у 2011), де вони становили 3,3% населення і були 5 за чисельністю етнічною групою. Значні громади мешкають також у Словенії (10467 у 2002), Хорватії (7558 у 2011) та Македонії (2553 у 2002).